# Black Emanuelle 2. Teil
Black Emanuelle 2. Teil (Originaltitel: Emanuelle nera: Orient reportage) ist ein italienischer Sexploitationfilm von Joe D’Amato aus dem Jahr 1976. Er ist der zweite Teil der offiziellen Black Emanuelle Filmreihe und Joe D’Amatos Debüt bei selbiger.
Der Film ist unter zahlreichen anderen Titeln und Schreibweisen bekannt: (Black) Em(m)anuelle in Bangkok, (Black) Em(m)anuelle (2) Goes (to) East, Black Em(m)anuelle 2, Black Em(m)anuelle II, Black Emanuelle 2. Teil – Ein Hauch exotischer Sinnlichkeit und Emmanuelle – Im Teufelskreis der Leidenschaft (dieser Titel wurde ebenfalls für einen 1980 von Jean-Marie Pallardy gedrehten Film verwendet, mit welchem er sich auch den Alternativtitel Emmanuelle in Bangkok teilt; der 1972 von Max Pécas gedrehte Film Im Garten der Wollust – Pourquoi? trägt in der Schreibweise Emanuela ebenfalls diesen Titel).

## Handlung
Die Fotojournalistin Emanuelle bereist zusammen mit ihrem Freund, dem Archäologen Roberto, die Stadt Bangkok, wo sie hofft, Fotos des thailändischen Königs für ihr New Yorker Magazin schießen und ihn interviewen zu können. Sie trifft sich deshalb mit Prinz Sanit, der ihr sein Land zeigt und sie in die Geheimnisse der uralten orientalischen Massage einweiht. Mit der Masseuse Chi freundet sie sich an und trifft später zusammen mit ihr und Roberto das amerikanische Paar Jimmy und Frances. Gemeinsam ziehen sie, von Emanuelle fotografiert, durch die exotische Stadt und konsumieren am Abend im Palast des Prinzen eine Opiumpfeife. Am nächsten Tag sieht sich Emanuelle einen Tierkampf zwischen einer Schlange und einer Manguste an und erhält später die Nachricht, dass Prinz Sanit ein Treffen zwischen ihr und der ehemaligen ersten Geliebten des Königs, welche nun in einem Bergtempel lebt, arrangiert hat. Roberto reist derweil zu Ausgrabungen nach Casablanca ab.
Als Emanuelle zurück ins Hotel kommt, findet sie ihr Zimmer durchwühlt vor. Fotoapparat, Bilder und Pass wurden gestohlen. Hilfe suchend eilt sie daraufhin zum Palast des Prinzen, wo sie aber von einer Gruppe deutscher Palastwachen vergewaltigt wird. Es stellt sich heraus, dass Prinz Sanit versucht hatte, den König zu stürzen und nun im Gefängnis sitzt. Emanuelle wird geraten, das Land wegen ihrer Beziehung zum Prinzen zu verlassen. Ohne Pass ist dies zunächst nicht möglich, sie kann aber am Flughafen einen Beamten verführen und ihn dazu bringen, ihr ein Visum auszustellen. Dort trifft sie auch Frances wieder, mit der sie gemeinsam nach Delhi fliegt, um von dort aus alleine weiter nach Casablanca zu reisen.
Dort angekommen freundet sie sich mit Debra, der Tochter des US-amerikanischen Konsuls David an und schildert, was ihr zugestoßen ist. Dann besucht sie Roberto im Ausgrabungslager, der mittlerweile mit seiner englischen Kollegin Janet zusammen ist, was sie aber nicht davon abhält, es des Nachts zu einer gemütlichen Dreisamkeit kommen zu lassen. Am nächsten Morgen machen die drei eine Rundfahrt durch die Wüste, bei der ihr Auto kaputt geht und sie auf eine Horde berittener Tuareg-Nomaden treffen. Die beiden Frauen entscheiden sich dafür, lieber mit ihnen mitzureiten als zu warten und lassen Roberto alleine. Im Nomadenlager lernen sie dann die Vorzüge dieser Lebensart kennen.
Wieder mit Roberto vereinigt, bekommt die schwarze Schönheit in Casablanca von David ihren wiederbeschafften Fotoapparat zurück. Es folgt eine Zeit, in der sie zwischen den Liebschaften mit Roberto und Debra hin- und hergerissen ist. Als sie endlich auch ihren Pass wiederbekommt, entscheidet sie sich dafür, im Auftrag ihres Magazins nach Paris zu fliegen.

## Hintergrund
Black Emanuelle 2. Teil spielt genau wie der Originalfilm Emmanuelle von 1974 in Bangkok. Dass die Drehbuchautoren diesen übertreffen wollten zeigen auch einige Szenen, wie zum Beispiel die Massenvergewaltigungs-Szene oder eine Nachtclub-Szene, in der eine Stripperin eine extravagante Darbietung unter Verwendung eines Ping-Pong-Balles gibt – Ähnlich der Zigaretten-Szene aus Emmanuelle.
Im Film wird ein echter, blutiger Kampf zwischen einer Schlange und einer Manguste gezeigt, der mit dem Tod der Schlange endet. Er grenzt wegen dieser und anderer Szenen daher an die Mondofilme an.
Laura Gemsers Filmpartner, Gabriele Tinti in der Rolle des Archäologen Roberto, war auch im realen Leben ihr Lebensgefährte; sie heirateten im Erscheinungsjahr des Filmes (1976).
Der Film erlebte seine italienische Premiere am 7. Mai 1976. In der Bundesrepublik Deutschland lief er am 7. Januar 1977 an und wurde am 2. Dezember 1995 erstmals im deutschen Fernsehen auf VOX ausgestrahlt.
Der ungewöhnlich verspielte Titelsong, der im Abspann wiederholt wird, ist Like A Sailing Ship von den Silky Smooth Singers, geschrieben von Nico Fidenco.

## Kritik
Für das Lexikon des internationalen Films war Black Emanuelle 2. Teil ein weiterer Black Emanuelle Film der die „Bindungslosigkeit“ des Charakters (vermutlich negativ gesehen) „als Muster für die Rolle der emanzipierten Frau dar[ge]stellt“.